# Zelina Vega
Thea Megan Trinidad (Queens, 27 de dezembro de 1990) é uma lutadora profissional americana. Ela trabalha atualmente para a WWE, na marca SmackDown, sob o nome de ringue Zelina Vega. Ela foi uma vez campeã feminina dos Estados Unidos da WWE, uma vez campeã de duplas femininas da WWE e a vencedora inaugural do torneio Queen's Crown de 2021.
Trinidad também é conhecida por sua passagem pela Total Nonstop Action Wrestling como Rosita, onde foi campeã de duplas das Knockouts da TNA com Sarita, e por várias promoções independentes sob seu nome verdadeiro. Ela estreou na marca NXT da WWE em 2017 sob o nome de ringue Zelina Vega, onde atuou predominantemente como manager de Andrade "Cien" Almas. Trinidad foi demitida em novembro de 2020, mas recontratada menos de seis meses depois. O nome de ringue de Trinidad foi temporariamente alterado para Queen Zelina após sua vitória no torneio Queen's Crown.
Trinidad interpretou a também lutadora profissional AJ Lee no filme biográfico de 2019, Fighting with My Family.

## Vida
Trinidad nasceu em Queens, Nova Iorque. Ela é descendente de porto-riquenhos. Ela cresceu assistindo a luta profissional com seu pai Michael e seu irmão mais novo, Timothy. Seus pais se divorciaram quando ela e seu irmão ainda eram jovens, enquanto ainda permaneciam amigos. Ela também praticava natação e baseball. Quando Trinidad tinha dez anos, seu pai foi morto nos ataques de 11 de setembro; ele estava trabalhando como analista de telecomunicações para a firma Cantor Fitzgerald no World Trade Center. Ele estava no 103º andar da Torre Norte quando ela desabou. A mãe de Trinidad, Monique Ferrer, abordou a StoryCorps com a história de como ela e seu marido se conheceram e o que ela viveu no dia dos ataques com sua morte, que a StoryCorps usou para criar um curta-metragem intitulado Always a Family, como uma forma de honrar sua memória.
Trinidad disse que foi por causa de seu pai que ela entrou no ramo do wrestling. Ela foi destaque em um especial da NBC, intitulado Children of 9/11, em 5 de setembro de 2011. Crescendo, Trinidad também trabalhou como conselheira em um acampamento para crianças que perderam os pais no 11 de setembro e também participou de causas de caridade como o Habitat for Humanity após o furacão Katrina em Nova Orleãs com o Tuesday's Children.

## Carreira na luta profissional

### Início de carreira (2010–2012)
Aos 17 anos, Trinidad começou a treinar com Javi-Air, Azrieal e T.J. Perkins. Trinidad fez sua estréia na luta profissional sob o nome de ringue Divina Fly para a National Wrestling Superstars (NWS) em 20 de fevereiro de 2010 no evento da NWS em Bloomfield, Nova Jérsei, onde ela competiu contra Brittney Savage em uma derrota. No evento de 21 de agosto da NWS, Fly competiu contra Niya, sendo derrotada. No evento de 1 de outubro da NWS, Trinidad, agora sob o nome de ringue Snookie Fly, fez equipe com Judas Young e Mike Dennis em uma perda para Brittney Savage e Team Supreme (Corvis Fear e Nicky Oceans) em uma luta de duplas mistas.
Em 20 de fevereiro de 2010, ela fez sua estréia na Women Superstars Uncensored (WSU), sob o nome de ringue Divina Fly em uma derrota para Brittney Savage. Em 26 de junho de 2010, Divina Fly e Niya, coletivamente conhecidas como The Fly Girls, competiram pelo WSU Tag Team Championship mas foram derrotadas pelas campeãs, Cindy Rogers e Jana. Em 11 de setembro de 2010, Divina Fly venceu uma luta contra a recém-chegada Candy Cartwright com um Fly Cutter.

### Total Nonstop Action Wrestling (2011–2013, 2015)

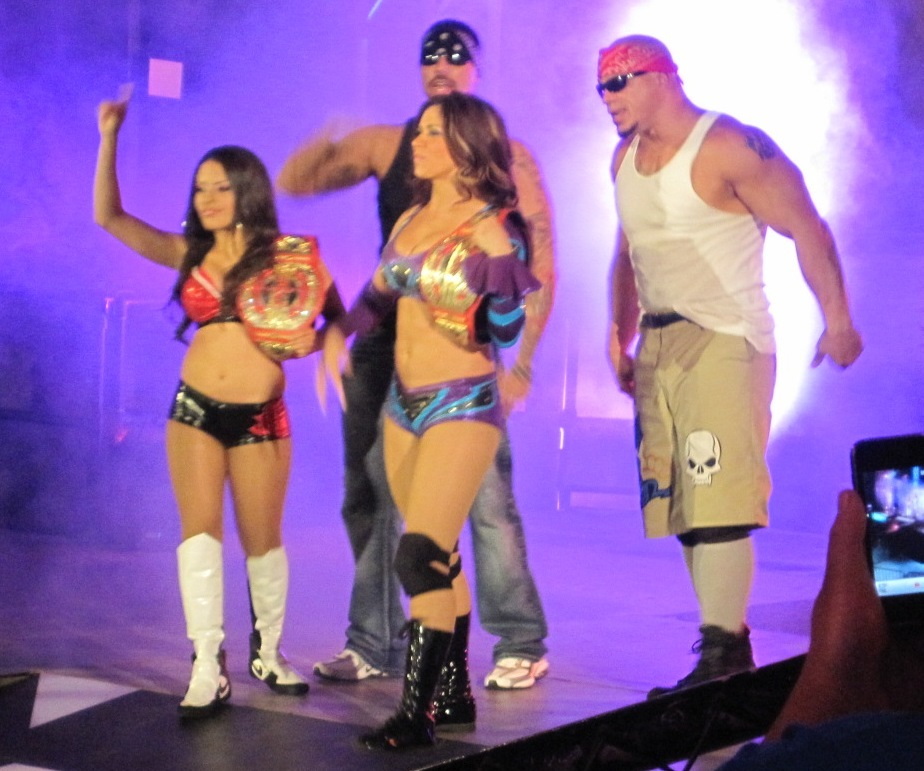
Mexican America fazendo sua entrada em junho de 2011.

Após ser descoberta por Tommy Dreamer, Trinidad lutou participou de um tryout numa dark match do show da Total Nonstop Action Wrestling (TNA), Impact!, durante as gravações para a televisão de 11 de janeiro de 2011, sendo derrotada por Angelina Love. Em 27 de janeiro, foi relatado que Trinidad havia assinado um contrato com a promoção. Em episódio de 10 de fevereiro do Impact!, Trinidad, sob o nome de ringue Rosita estreou como a prima (kayfabe) de Sarita em uma luta 4-contra-4 de knockout, onde as duas fizeram equipe com Madison Rayne e Tara e derrotaram Angelina Love, Mickie James, Velvet Sky e Winter, quando Rosita fez o pin em Sky. Na semana seguinte, Rosita e Sarita derrotaram Angelina Love e Velvet Sky em uma luta de duplas para ganharem uma oportunidade pelo TNA Knockouts Tag Team Championship de Love e Winter. Em 13 de março no Victory Road, Rosita e Sarita derrotaram Love e Winter para conquistar ganhar o TNA Knockouts Tag Team Championship, com Sarita proclamando que a vitória delas daria início à aquisição da TNA pelo México. No episódio seguinte do Impact!, a aliança de Rosita, Sarita e Hernandez foi nomeada Mexican America. Os três foram derrotados em uma luta street fight de trios por Love, Winter e Matt Morgan. Em 24 de março, os três se juntaram a Anarquia. Nas semanas seguintes, Rosita e Sarita defenderam com sucesso o Knockouts Tag Team Championship primeiro contra The Beautiful People (Angelina Love e Velvet Sky) e depois contra Madison Rayne e Tara. Elas fizeram sua terceira defesa bem sucedida do título no episódio de 16 de junho do Impact Wrestling, derrotando Velvet Sky e Ms. Tessmacher, depois de uma interferência externa de ODB. Rosita e Sarita perderam o TNA Knockouts Tag Team Championship para Ms. Tessmacher e Tara em 12 de julho, nas gravações do episódio de 21 de julho do Impact Wrestling. Elas receberam uma revanche em 7 de agosto no Hardcore Justice, mas foram derrotadas por Tessmacher e Tara. Em 22 de março de 2012, no episódio do Impact Wrestling, Rosita e Sarita falharam novamente em reconquistar o Knockouts Tag Team Championship, quando foram derrotadas por Eric Young e ODB.

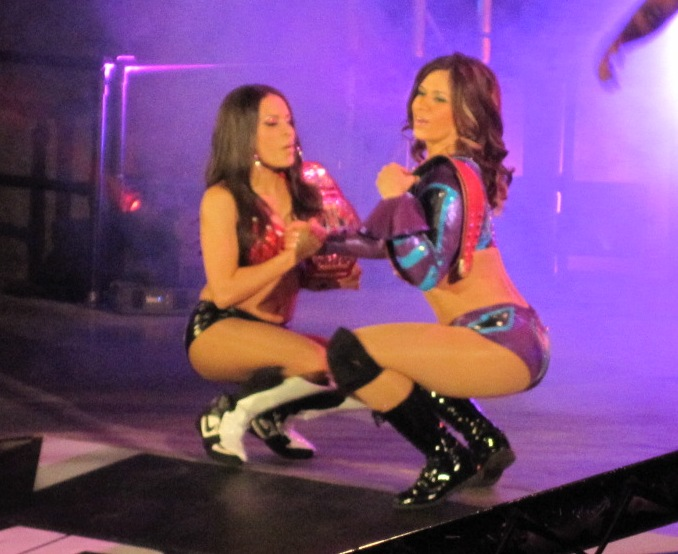
Rosita e Sarita como TNA Knockouts Tag Team Champions.

Em 19 de abril no episódio do TNA Impact, Rosita e Sarita fizeram equipe com Madison Rayne e Gail Kim em uma perda para Brooke Tessmacher, Tara, Velvet Sky e Mickie James. Rosita e Sarita ganharam outra oportunidade de título em 15 de abril no Lockdown, mas foram novamente derrotadas por Eric Young e ODB, dessa vez em uma luta steel cage. Posteriormente, ambas Rosita e Sarita ficaram inativas da TNA, enquanto Anarquia deixou a promoção e Hernandez se tornou face, efetivamente acabando com a Mexican America. Depois de meses de inatividade, foi relatado em 9 de janeiro de 2013, que o contrato de Trinidad com a TNA havia expirado e ela havia saído da promoção. Em 1 de fevereiro, Trinidad confirmou que seu contrato havia expirado no dia anterior.
Em 14 de fevereiro de 2015, Trinidad retornou para a TNA para o Knockouts Knockdown 3 como Rosita, onde ela derrotou Angelina Love.

### Circuito independente (2011–2016)
No final de agosto de 2011, Rosita viajou para o México para participar de um evento realizado pela promoção Consejo Mundial de Lucha Libre (CMLL), para o qual Sarita trabalhou regularmente sob nome de ringue Dark Angel. Durante a permanência de Rosita no México, ela foi treinada pelos treinadores da CMLL, Hijo del Gladiador e Tony Salazar, e eventualmente foi lhe oferecida um contrato com a promoção, que ela não pôde assinar devido à relação de trabalho da TNA com a rival AAA. Apenas alguns dias depois, Rosita apareceu no programa de televisão da AAA, Sin Límite, promovendo uma história, onde lutadores da TNA estavam invadindo a promoção.
Em 14 de maio de 2011, Rosita fez sua estréia no ringue para a Family Wrestling Entertainment no pay-per-view Meltdown, sendo derrotada pela também knockout Winter, com Christy Hemme como árbitra convidada. Rosita e Winter tiveram três revanches, com a primeira ocorrendo em 20 de agosto no Empire City Showdown, a segunda em 15 de novembro no Fallout e a terceira em 17 de dezembro no Haastility; todas as três foram ganhas por Winter. Rosita fez seu retorno para a promoção em 24 de março de 2012, no pay-per-view Welcome to the Rumble, onde ela desafiou sem sucesso Maria Kanellis pelo FWE Women's Championship em uma luta three-way, depois de Winter fazer o pin em Rosita para se tornar a nova campeã.
Em 6 de maio de 2015, Global Force Wrestling (GFW) anunciou Trinidad como parte de seu plantel. Ela fez sua estréia para a promoção em 12 de junho de 2015, derrotando Lei'D Tapa no primeiro show do GFW Grand Slam Tour em Jackson, Tennessee. Em 20 de agosto de 2015, seu perfil foi removido do site da GFW.
Em 17 de julho de 2015, Trinidad fez sua estréia na Ring of Honor (ROH), servindo como manager para Austin Aries.
Em 2 de setembro de 2016, Thea entrou para a Shine Wrestling, estreando no Shine 37, onde derrotou Stormie Lee.

### WWE

#### Primeiras aparições (2013–2017)
Em 4 de março de 2013, Trinidad fez parte de um tryout para a WWE. Trinidad retornou para a promoção em junho de 2014, aparecendo várias vezes como um dos "rosebuds" de Adam Rose. Trinidad apareceu no TakeOver: Fatal 4-Way em um segmento nos bastidores com Tyler Breeze. 
No episódio de 26 de outubro do NXT, Trinidad foi derrotada pela campeã feminina do NXT Asuka, em uma luta sem o título em jogo.
Em 20 de fevereiro de 2017, Trinidad apareceu depois que o Raw sair do ar para filmar uma parte do filme biográfico de Paige Fighting with My Family, onde ela interpretou AJ Lee enquanto Florence Pugh interpretou Paige.

#### NXT (2017–2018)
Em 5 de junho de 2017, foi relatado que Trinidad havia assinado um contrato com a WWE. Em 19 de julho no episódio do NXT, ela fez sua primeira aparição na televisão, acompanhando Andrade "Cien" Almas onde ele atacou Cezar Bononi antes de ameaçar No Way Jose, gesticulando para ele e fugindo. Depois de estar ausente, no episódio de 9 de agosto do NXT, ela retornou como "Zelina Vega", sendo uma vilã e estabelecendo-se como manager de Almas, antes dele derrotar No Way Jose. Vega sua estréia no NXT TakeOver no NXT TakeOver: Brooklyn III, onde ela acompanhou Almas, que derrotou Johnny Gargano. Em 18 de novembro no NXT TakeOver: WarGames, Vega acompanhou Almas em sua luta contra Drew McIntyre pelo Campeonato do NXT, onde ela interferiu tentando executar uma hurricanrana em McIntyre, falhando na primeira tentativa, mas conseguindo aplicar uma hurricanrana driver no mesmo mais tarde no combate, no qual Almas conquistou o título.
Em 27 de janeiro de 2018, no NXT TakeOver: Philadelphia, ela acompanhou Almas em um combate pelo seu título contra Johnny Gargano, no qual ele o defendeu com sucesso, depois de Vega ser atacada pela esposa de Gargano, Candice LeRae, devido a distrações e da execução de um diving hurricanrana na quina do ringue no mesmo. Em 28 de janeiro no Royal Rumble, Vega fez sua primeira aparição no plantel principal, quando ela acompanhou Almas em sua entrada como número 7, durante a luta Royal Rumble, na qual ele eliminou Kofi Kingston antes de ser eliminado por Randy Orton.
Em 13 de novembro de 2020, Zelina Vega foi demitida da WWE por ter quebrado o contrato.

## Outras mídias
Trinidad fez parte do filme de 2012, Dorothy and the Witches of Oz. Ela também apareceu no aclamado documentário Children of 9/11 e no primeiro aniversário da Cerimônia Memorial do 11 de setembro participou da leitura dos nomes das vítimas. Trinidad vai interpretar AJ Lee no próximo filme Fighting with My Family.

## Vida pessoal
Trinidad reside em Tampa, Flórida.
No décimo aniversário do 11 de setembro, Trinidad falou sobre seu pai em uma entrevista fora de sua personagem no pay-per-view da TNA, No Surrender. Ela é prima do lutador profissional Amazing Red. Trinidad admitiu que Dwayne "The Rock" Johnson a inspirou a participar de filmes, e ela disse que queria ser o Rey Mysterio feminino.
Trinidad teve um relacionamento com o também lutador profissional Daniel Solwold Jr., mais conhecido pelo seu nome de ringue Austin Aries.
Em 2018 casou-se com Tom Budgen, pro wrestler que atua no NXT sob o ring name Aleister Black.

## No wrestling
- Movimentos de finalização
  - Como Divina Fly
    - Moonsault[1][32]
    - The Fly Cutter (Jumping cutter)[32][55]

  - Como Rosita
    - Moonsault[1][32]

  - Como Thea Trinidad
    - Moonsault[1][55]
    - Standing tornado DDT[1][55]
- Movimentos secundários
  - Hurricanrana[1][55]
  - Somersault senton[56][57]
- Lutadores de quem foi manager
  - Hernandez[56][58]
  - Anarquia[56][58]
  - Sarita[59]
  - Andrade "Cien" Almas[44]
- Managers
  - Hernandez[56]
  - Anarquia[56]
- Temas de entrada
  - "Stand Up" por F.I.L.T.H.E.E. / Brickman Raw (TNA)[60]
  - "Making a Difference" por CFO$ (NXT; usada enquanto manager de Andrade "Cien" Almas)[61]

## Títulos e prêmios
- Pro Wrestling Illustrated
  - Inspirational Wrestler of the Year (2011)[62][63]
  - O PWI classificou-a como a 31ª melhor lutadora na PWI Female 50 em 2011.[64]
- Total Nonstop Action Wrestling
  - Campeonato de Duplas das Knockouts da TNA (1 vez) – com Sarita[32][15]
- WWE
  - Campeonato Feminino dos Estados Unidos da WWE (1 vez)
  - Campeonato de Duplas Femininas da WWE (1 vez) – com Carmella[65]
  - Queen of the Ring (2021)[66]